# NGC 7763
NGC 7763 ist eine Linsenförmige Galaxie vom Hubble-Typ E/S0 im Sternbild Wassermann auf der Ekliptik. Sie ist schätzungsweise 248 Millionen Lichtjahre von der Milchstraße entfernt und hat einen Durchmesser von etwa 50.000 Lichtjahren.

Im selben Himmelsareal befinden sich die Galaxien NGC 7754 und NGC 7759.
Das Objekt wurde am 28. November 1885 von Francis Leavenworth entdeckt.